# Lysandra fumidescens
Lysandra fumidescens är en fjärilsart som beskrevs av Bright och Leeds 1938. Lysandra fumidescens ingår i släktet Lysandra, och familjen juvelvingar. Inga underarter finns listade i Catalogue of Life.